# Курейное (Челябинская область)
Курейное — посёлок в Красноармейском районе Челябинской области России. Входит в состав Козырёвского сельского поселения.

## География
Посёлок находится на северо-востоке Челябинской области, в лесостепной зоне, на восточном берегу озера Большого Курейного, на расстоянии 6 километров (по прямой) к востоку от села Миасского, административного центра района. Абсолютная высота 183 метра над уровнем моря.

## История
В 1968 году в состав посёлка включен посёлок при пионерлагере «Курейное».

## Население
| 2002 | 2010 |
| ---- | ---- |
| 182  | ↗197 |

Гендерный состав
По данным Всероссийской переписи населения 2010 года в гендерной структуре населения мужчины составляли 45,2 %, женщины — 54,8 %.
Национальный состав
Согласно результатам переписи 2002 года, в национальной структуре населения русские составляли 85 %.

## Улицы
Уличная сеть посёлка состоит из девяти улиц и одного переулка.